# Gran Premio motociclistico d'Australia 2024
Il Gran Premio motociclistico d'Australia 2024 è stata la diciassettesima prova del motomondiale del 2024. Le vittorie nelle quattro classi sono andate a: Jorge Martín nella Sprint e Marc Márquez nella gara della MotoGP, Fermín Aldeguer in Moto2, David Alonso in Moto3.

## Prove e Qualifiche

### Moto3
Nella sessione di prove libere, il pilota più veloce in pista è David Alonso in 1'44"888 sul bagnato. Nelle due sessioni di Pre-Qualifiche anche queste disputate sotto la pioggia, è invece Ángel Piqueras a siglare il miglior tempo nella combinata in 1'44"682.
In qualifica, la Pole va per la terza volta nelle ultime tre gare ad Iván Ortolá, in 1'35"872, davanti a Collin Veijer ed Adrián Fernández; ecco i risultati dei primi cinque classificati:
| Pos | Nº | Pilota           | Team                           | Tempo    |
| --- | -- | ---------------- | ------------------------------ | -------- |
| 1   | 48 | Iván Ortolá      | MT Helmets - MSi               | 1'35.872 |
| 2   | 95 | Collin Veijer    | Liqui Moly Husqvarna Intact GP | 1'35.996 |
| 3   | 31 | Adrián Fernández | Leopard Racing                 | 1'36.023 |
| 4   | 36 | Ángel Piqueras   | Leopard Racing                 | 1'36.201 |
| 5   | 19 | Scott Ogden      | FleetSafe Honda - MLav Racing  | 1'36.275 |

### Moto2
Somkiat Chantra salta tutto il fine settimana di gara per riprendersi al meglio da un infortunio e gareggiare nel successivo Gran Premio in Thailandia, paese natale del pilota. Non partecipa nemmeno Celestino Vietti, costretto a fermarsi a causa di un incidente durante la sessione di prove libere che gli ha procurato una frattura alla clavicola sinistra.
In Moto2, nella sessione di prove libere il più veloce in pista è Arón Canet in 1'41"620. Nelle due sessioni di Pre-Qualifiche, di cui solo la prima svolta sull'asciutto, è Fermín Aldeguer il pilota più veloce in pista facendo segnare il miglior tempo in 1'32"718.
In qualifica, lo spagnolo del team SpeedUp conquista la sua terza Pole stagionale in 1'30"876. Con questo giro segna il nuovo record della pista in Moto2 scendendo sotto il minuto e 31. Secondo Arón Canet e terzo Alonso López; ecco i risultati dei primi cinque classificati:
| Pos | Nº | Pilota          | Team                          | Tempo    |
| --- | -- | --------------- | ----------------------------- | -------- |
| 1   | 54 | Fermín Aldeguer | Beta Tools SpeedUp            | 1'52.693 |
| 2   | 44 | Arón Canet      | Fantic Racing                 | 1'52.699 |
| 3   | 21 | Alonso López    | Beta Tools SpeedUp            | 1'53.000 |
| 4   | 42 | Marcos Ramírez  | OnlyFans American Racing Team | 1'53.002 |
| 5   | 7  | Barry Baltus    | RW-Idrofoglia Racing GP       | 1'53.116 |

### MotoGP
Lorenzo Savadori sostituisce anche in questo fine settimana in Trackhouse Racing l'infortunato Miguel Oliveira.
La prima sessione di prove libere viene cancellata a causa della pioggia. Nella sessione di Pre-qualifica, è Marc Márquez il pilota più veloce in pista facendo segnare il miglior tempo in 1'43"436. Nella seconda sessione di prove libere lo spagnolo si conferma il più veloce con il tempo più veloce in 1'35"525.
Nel Q1 riescono a passare il turno Raúl Fernández ed Enea Bastianini. Nella Q2, Jorge Martín conquista la Pole in 1'27"296, con  mezzo secondo di margine su Marc Márquez e sette decimi su Maverick Viñales, terzo. Di seguito i risultati delle qualifiche:
| Pos. | Nº | Pilota                | Team                         | Tempo     | Tempo    |
| Pos. | Nº | Pilota                | Team                         | Q1        | Q2       |
| ---- | -- | --------------------- | ---------------------------- | --------- | -------- |
| 1    | 89 | Jorge Martín          | Prima Pramac Racing          | Già in Q2 | 1'27.296 |
| 2    | 93 | Marc Márquez          | Gresini Racing               | Già in Q2 | 1'27.890 |
| 3    | 12 | Maverick Viñales      | Aprilia Racing               | Già in Q2 | 1'27.991 |
| 4    | 72 | Marco Bezzecchi       | Pertamina Enduro VR46 Racing | Già in Q2 | 1'28.375 |
| 5    | 1  | Francesco Bagnaia     | Ducati Lenovo Team           | Già in Q2 | 1'28.478 |
| 6    | 25 | Raúl Fernández        | Trackhouse Racing            | 1'29.397  | 1'28.498 |
| 7    | 21 | Franco Morbidelli     | Prima Pramac Racing          | Già in Q2 | 1'28.622 |
| 8    | 73 | Álex Márquez          | Gresini Racing               | Già in Q2 | 1'29.009 |
| 9    | 42 | Álex Rins             | Monster Energy Yamaha        | Già in Q2 | 1'29.059 |
| 10   | 23 | Enea Bastianini       | Ducati Lenovo Team           | 1'29.545  | 1'29.996 |
| 11   | 33 | Brad Binder           | Red Bull KTM Factory Racing  | Già in Q2 | 1'30.290 |
| 12   | 49 | Fabio Di Giannantonio | Pertamina Enduro VR46 Racing | Già in Q2 | 1'30.336 |
| 13   | 10 | Luca Marini           | Repsol Honda                 | 1'29.727  |          |
| 14   | 5  | Johann Zarco          | Castrol Honda LCR            | 1'29.786  |          |
| 15   | 31 | Pedro Acosta          | Red Bull GASGAS Tech3        | 1'29.817  |          |
| 16   | 43 | Jack Miller           | Red Bull KTM Factory Racing  | 1'29.909  |          |
| 17   | 37 | Augusto Fernández     | Red Bull GASGAS Tech3        | 1'30.149  |          |
| 18   | 36 | Joan Mir              | Repsol Honda                 | 1'30.448  |          |
| 19   | 20 | Fabio Quartararo      | Monster Energy Yamaha        | 1'30.635  |          |
| 20   | 41 | Aleix Espargaró       | Aprilia Racing               | 1'31.808  |          |
| 21   | 30 | Takaaki Nakagami      | Idemitsu Honda LCR           | 1'31.835  |          |
| 22   | 32 | Lorenzo Savadori      | Trackhouse Racing            | 1'32.213  |          |

## Gare

### MotoGP

#### Sprint
Jorge Martín domina la Sprint del sabato andando a vincere davanti a Marc Márquez, secondo, ed Enea Bastianini, terzo. Quarta posizione per Francesco Bagnaia che perde così sei punti dal rivale spagnolo in classifica. Quinta piazza per Fabio Di Giannantonio, unica VR46 Racing, dopo lo spaventoso incidente tra il compagno di squadra Marco Bezzecchi (penalizzato con un Long lap penalty in gara) e Maverick Viñales. Sesta posizione per Franco Morbidelli, seguito dalla Trackhouse di Raúl Fernández che termina settimo, dopo l'ottima qualifica, e da Aleix Espargaró, ottavo. Chiude la zona punti la Tech3 numero 37 di Augusto Fernández. Di seguito i risultati della gara Sprint:

##### Arrivati al traguardo
| Pos. | Nº | Pilota                | Squadra                      | Motocicletta       | Giri | Tempo     | Griglia | Punti |
| ---- | -- | --------------------- | ---------------------------- | ------------------ | ---- | --------- | ------- | ----- |
| 1º   | 89 | Jorge Martín          | Prima Pramac Racing          | Ducati Desmosedici | 13   | 19'13"301 | 1º      | 12    |
| 2º   | 93 | Marc Márquez          | Gresini Racing               | Ducati Desmosedici | 13   | +1.520    | 5º      | 9     |
| 3º   | 23 | Enea Bastianini       | Ducati Lenovo Team           | Ducati Desmosedici | 13   | +4.368    | 10º     | 7     |
| 4º   | 1  | Francesco Bagnaia     | Ducati Lenovo Team           | Ducati Desmosedici | 13   | +6.879    | 5º      | 6     |
| 5º   | 49 | Fabio Di Giannantonio | Pertamina Enduro VR46 Racing | Ducati Desmosedici | 13   | +7.905    | 12º     | 5     |
| 6º   | 21 | Franco Morbidelli     | Prima Pramac Racing          | Ducati Desmosedici | 13   | +9.623    | 7º      | 4     |
| 7º   | 25 | Raúl Fernández        | Trackhouse Racing            | Aprilia RS-GP      | 13   | +15.249   | 6º      | 3     |
| 8º   | 41 | Aleix Espargaró       | Aprilia Racing               | Aprilia RS-GP      | 13   | +19.280   | 20º     | 2     |
| 9º   | 37 | Augusto Fernández     | Red Bull GASGAS Tech3        | KTM RC16           | 13   | +21.126   | 17º     | 1     |
| 10º  | 10 | Luca Marini           | Repsol Honda                 | Honda RC213V       | 13   | +21.194   | 13º     |       |
| 11º  | 20 | Fabio Quartararo      | Monster Energy Yamaha        | Yamaha YZR-M1      | 13   | +21.379   | 19º     |       |
| 12º  | 42 | Álex Rins             | Monster Energy Yamaha        | Yamaha YZR-M1      | 13   | +21.483   | 9º      |       |
| 13º  | 36 | Joan Mir              | Repsol Honda                 | Honda RC213V       | 13   | +23.528   | 18º     |       |
| 14º  | 30 | Takaaki Nakagami      | LCR Honda Idemitsu           | Honda RC213V       | 13   | +34.055   | 21º     |       |
| 15º  | 32 | Lorenzo Savadori      | Trackhouse Racing            | Aprilia RS-GP      | 13   | +38.324   | 22º     |       |

##### Ritirati
| Nº | Pilota           | Squadra                      | Motocicletta       | Giri | Griglia |
| -- | ---------------- | ---------------------------- | ------------------ | ---- | ------- |
| 72 | Marco Bezzecchi  | Pertamina Enduro VR46 Racing | Ducati Desmosedici | 11   | 4º      |
| 12 | Maverick Viñales | Aprilia Racing               | Aprilia RS-GP      | 11   | 3º      |
| 33 | Brad Binder      | Red Bull KTM Factory Racing  | KTM RC16           | 11   | 11º     |
| 31 | Pedro Acosta     | Red Bull GASGAS Tech3        | KTM RC16           | 10   | 15º     |
| 43 | Jack Miller      | Red Bull KTM Factory Racing  | KTM RC16           | 7    | 16º     |
| 73 | Álex Márquez     | Gresini Racing               | Ducati Desmosedici | 5    | 8º      |
| 5  | Johann Zarco     | Castrol Honda LCR            | Honda RC213V       | 4    | 14º     |

#### Gara
Pedro Acosta è costretto a saltare la gara dopo la caduta avvenuta durante la Sprint.
Nella prima parte di gara Jorge Martín prende il largo, viene però rimontato da Marc Márquez e Francesco Bagnaia con quest'ultimo che non ha il passo per la vittoria e si accontenta del terzo posto limitando i danni in classifica. Davanti si accende il duello tra i due connazionali, vinto dall'otto volte Campione del Mondo che si aggiudica così la sua terza vittoria stagionale, dopo il grande rischio in partenza, davanti a Martín che porta il suo vantaggio a +20. Ottima quarta posizione per Fabio Di Giannantonio davanti ad Enea Bastianini, quinto. Riesce a prendersi il sesto posto per pochi millesimi Franco Morbidelli seguito dalla migliore KTM RC16: quella  di Brad Binder. Ottavo Maverick Viñales davanti a Fabio Quartararo. Decima posizione per Raúl Fernández che chiude davanti al padrone di casa Jack Miller. Dodicesima posizione per Johann Zarco seguito da Álex Rins. Quattordicesima posizione per Luca Marini davanti ad Álex Márquez che chiude la zona punti. Di seguito i risultati della gara:

##### Arrivati al traguardo
| Pos. | Nº | Pilota                | Squadra                      | Motocicletta       | Giri | Tempo     | Griglia | Punti |
| ---- | -- | --------------------- | ---------------------------- | ------------------ | ---- | --------- | ------- | ----- |
| 1º   | 93 | Marc Márquez          | Gresini Racing               | Ducati Desmosedici | 27   | 39'47"702 | 2º      | 25    |
| 2º   | 89 | Jorge Martín          | Prima Pramac Racing          | Ducati Desmosedici | 27   | +0.997    | 1º      | 20    |
| 3º   | 1  | Francesco Bagnaia     | Ducati Lenovo                | Ducati Desmosedici | 27   | +10.100   | 5º      | 16    |
| 4º   | 49 | Fabio Di Giannantonio | Pertamina Enduro VR46 Racing | Ducati Desmosedici | 27   | +12.997   | 12º     | 13    |
| 5º   | 23 | Enea Bastianini       | Ducati Lenovo                | Ducati Desmosedici | 27   | +13.310   | 10º     | 11    |
| 6º   | 21 | Franco Morbidelli     | Prima Pramac Racing          | Ducati Desmosedici | 27   | +15.434   | 7º      | 10    |
| 7º   | 33 | Brad Binder           | Red Bull KTM Factory Racing  | KTM RC16           | 27   | +15.450   | 11º     | 9     |
| 8º   | 12 | Maverick Viñales      | Aprilia Racing               | Aprilia RS-GP      | 27   | +16.636   | 3º      | 8     |
| 9º   | 20 | Fabio Quartararo      | Monster Energy Yamaha        | Yamaha YZR-M1      | 27   | +18.757   | 18º     | 7     |
| 10º  | 25 | Raúl Fernández        | Trackhouse Racing            | Aprilia RS-GP      | 27   | +19.345   | 6º      | 6     |
| 11º  | 5  | Jack Miller           | Red Bull KTM Factory Racing  | KTM RC16           | 27   | +19.932   | 15º     | 5     |
| 12º  | 5  | Johann Zarco          | Castrol Honda LCR            | Honda RC213V       | 27   | +20.295   | 14º     | 4     |
| 13º  | 42 | Álex Rins             | Monster Energy Yamaha        | Yamaha YZR-M1      | 27   | +22.210   | 9º      | 3     |
| 14º  | 10 | Luca Marini           | Repsol Honda                 | Honda RC213V       | 27   | +24.239   | 13º     | 2     |
| 15º  | 73 | Álex Márquez          | Gresini Racing               | Ducati Desmosedici | 27   | +24.591   | 8º      | 1     |
| 16º  | 41 | Aleix Espargaró       | Aprilia Racing               | Aprilia RS-GP      | 27   | +30.499   | 19º     |       |
| 17º  | 37 | Augusto Fernández     | Red Bull GASGAS Tech3        | KTM RC16           | 27   | +30.533   | 16º     |       |
| 18º  | 30 | Takaaki Nakagami      | Idemitsu Honda LCR           | Honda RC213V       | 27   | +30.765   | 20º     |       |
| 19º  | 72 | Marco Bezzecchi       | Pertamina Enduro VR46 Racing | Ducati Desmosedici | 27   | +45.393   | 4º      |       |

##### Ritirati
| Nº | Pilota           | Squadra           | Motocicletta  | Giri | Griglia |
| -- | ---------------- | ----------------- | ------------- | ---- | ------- |
| 36 | Joan Mir         | Repsol Honda      | Honda RC213V  | 25   | 17º     |
| 32 | Lorenzo Savadori | Trackhouse Racing | Aprilia RS-GP | 17   | 21º     |

##### Non partiti
| Nº | Pilota       | Squadra               | Motocicletta | Griglia |
| -- | ------------ | --------------------- | ------------ | ------- |
| 31 | Pedro Acosta | Red Bull GASGAS Tech3 | KTM RC16     | 15º     |

### Moto2
Fermín Aldeguer ed Arón Canet danno vita ad una bellissimo duello durante quasi tutta la gara, con il pilota del team Speed Up che conquista la terza vittoria del 2024 davanti al connazionale. Terza posizione e primo podio nel Motomondiale per il padrone di casa: Senna Agius. Quarta posizione per Ai Ogura che allunga ancora in classifica e porta il suo vantaggio a 65 punti con la prima possibilità di centrare il titolo già in Thailandia. Quinta posizione per il team Italtrans Racing con il brasiliano Diogo Moreira. Sesta posto per Manuel González che precede di pochi millesimi Barry Baltus, settimo. Tony Arbolino, migliore degli italiani, chiude ottavo seguito da Sergio García e Marcos Ramírez. Undicesima posizione per Jeremy Alcoba che chiude davanti a Darryn Binder e Albert Arenas, seguito a sua volta da Filip Salač e Mario Aji che chiude la zona punti. Di seguito i risultati della gara:

#### Arrivati al traguardo
| Pos | Nº | Pilota          | Squadra                        | Motocicletta | Giri | Tempo     | Griglia | Punti |
| --- | -- | --------------- | ------------------------------ | ------------ | ---- | --------- | ------- | ----- |
| 1°  | 54 | Fermín Aldeguer | Beta Tools Speed Up            | B-24         | 23   | 35'08"816 | 1º      | 25    |
| 2°  | 44 | Arón Canet      | Fantic Racing                  | Kalex        | 23   | +0.194    | 2º      | 20    |
| 3°  | 81 | Senna Agius     | Liqui Moly Husqvarna Intact GP | Kalex        | 23   | +7.228    | 13º     | 16    |
| 4°  | 79 | Ai Ogura        | MT Helmets - MSi               | B-24         | 23   | +8.385    | 9º      | 13    |
| 5°  | 10 | Diogo Moreira   | Italtrans Racing Team          | Kalex        | 23   | +8.397    | 7º      | 11    |
| 6°  | 18 | Manuel González | Gresini Moto2                  | Kalex        | 23   | +10.742   | 6º      | 10    |
| 7°  | 7  | Barry Baltus    | RW-Idrofoglia Racing GP        | Kalex        | 23   | +10.775   | 5º      | 9     |
| 8°  | 14 | Tony Arbolino   | Elf Marc VDS Racing Team       | Kalex        | 23   | +17.343   | 16º     | 8     |
| 9°  | 3  | Sergio García   | MT Helmets - MSi               | B-24         | 23   | +17.591   | 8º      | 7     |
| 10° | 24 | Marcos Ramírez  | OnlyFans American Racing Team  | Kalex        | 23   | +17.721   | 4º      | 6     |
| 11° | 52 | Jeremy Alcoba   | Yamaha VR46 Master Camp Team   | Kalex        | 23   | +29.360   | 21º     | 5     |
| 12° | 15 | Darryn Binder   | Liqui Moly Husqvarna Intact GP | Kalex        | 23   | +29.387   | 15º     | 4     |
| 13° | 75 | Albert Arenas   | Gresini Moto2                  | Kalex        | 23   | +39.864   | 8º      | 3     |
| 14° | 12 | Filip Salač     | Elf Marc VDS Racing Team       | Kalex        | 23   | +30.077   | 22º     | 2     |
| 15° | 34 | Mario Aji       | Idemitsu Honda Team Asia       | Kalex        | 23   | +30.465   | 19º     | 1     |
| 16° | 28 | Izan Guevara    | CFMoto Inde Aspar Team         | Kalex        | 23   | +43.934   | 17º     |       |
| 17° | 11 | Álex Escrig     | Klint Forward Factory Team     | Forward      | 23   | +43.940   | 23º     |       |
| 18° | 29 | Harrison Voight | Preicanos Racing Team          | Kalex        | 23   | +51.232   | 24º     |       |
| 19° | 43 | Xavier Artigas  | Klint Forward Factory Team     | Forward      | 23   | +75.530   | 27º     |       |
| 20° | 20 | Xavier Cardelús | Fantic Racing                  | Kalex        | 23   | +82.681   | 26º     |       |
| 21° | 51 | Deniz Öncü      | Red Bull KTM Ajo               | Kalex        | 23   | +1 giro   | 20º     |       |

#### Ritirati
| Nº | Pilota                  | Squadra                      | Motocicletta | Giri | Griglia |
| -- | ----------------------- | ---------------------------- | ------------ | ---- | ------- |
| 21 | Alonso López            | Beta Tools Speed Up          | B-24         | 20   | 26º     |
| 22 | Ayumu Sasaki            | Yamaha VR46 Master Camp Team | Kalex        | 17   | 14º     |
| 5  | Jaume Masiá             | Preicanos Racing Team        | Kalex        | 10   | 25º     |
| 84 | Zonta van den Goorbergh | RW-Idrofoglia Racing GP      | Kalex        | 4    | 18º     |
| 96 | Jake Dixon              | CFMoto Inde Aspar Team       | Kalex        | 0    | 10º     |
| 71 | Dennis Foggia           | Italtrans Racing Team        | Kalex        | 0    | 12º     |

### Moto3
Undicesima vittoria stagionale per David Alonso che eguaglia così Valentino Rossi, che anche lui concluse con undici vittorie la stagione 1997 dell'allora Classe 125. Secondo, staccato di quasi tre secondi chiude Daniel Holgado, che consolida il secondo posto in campionato stanti le cadute di Collin Veijer ed Iván Ortolá. Terzo podio consecutivo in carriera per Adrián Fernández a soli tre millesimi dal connazionale. Quarta posizione per Stefano Nepa, con il giro più veloce e a soli 15 millesimi dal podio dopo aver scontato due long lap penalty in gara. Quinto David Muñoz davanti a Ryusei Yamanaka, Taiyo Furusato. Ottava posizione per Luca Lunetta seguito da José Antonio Rueda ed Ángel Piqueras. Undicesimo il padrone di casa Joel Kelso che precede al traguardo Riccardo Rossi e l'altro australiano Jacob Roulstone. Chiudono la zona punti Matteo Bertelle e Taiyo Furusato. Di seguito i risultati della gara:

#### Arrivati al traguardo
| Pos | Nº | Pilota             | Squadra                        | Motocicletta  | Giri | Tempo     | Griglia | Punti |
| --- | -- | ------------------ | ------------------------------ | ------------- | ---- | --------- | ------- | ----- |
| 1°  | 80 | David Alonso       | CFMoto Gaviota Aspar Team      | CFMoto        | 21   | 33'49"557 | 10º     | 25    |
| 2°  | 96 | Daniel Holgado     | Red Bull GASGAS Tech3          | KTM RC 250 GP | 21   | +2.936    | 14º     | 20    |
| 3°  | 31 | Adrián Fernández   | Leopard Racing                 | Honda NSF250R | 21   | +2.939    | 3º      | 16    |
| 4°  | 82 | Stefano Nepa       | LevelUp - MTA                  | KTM RC 250 GP | 21   | +2.957    | 6º      | 13    |
| 5°  | 64 | David Muñoz        | BOE Motorsports                | KTM RC 250 GP | 21   | +2.972    | 4º      | 11    |
| 6°  | 6  | Ryusei Yamanaka    | MT Helmets - MSi               | KTM RC 250 GP | 21   | +3.377    | 11º     | 10    |
| 7°  | 72 | Taiyo Furusato     | Honda Team Asia                | Honda NSF250R | 21   | +3.403    | 9º      | 9     |
| 8°  | 58 | Luca Lunetta       | SIC58 Squadra Corse            | Honda NSF250R | 21   | +3.886    | 12º     | 8     |
| 9°  | 99 | José Antonio Rueda | Red Bull KTM Ajo               | KTM RC 250 GP | 21   | +3.908    | 15º     | 7     |
| 10° | 36 | Ángel Piqueras     | Leopard Racing                 | Honda NSF250R | 21   | +3.943    | 8º      | 6     |
| 11° | 66 | Joel Kelso         | BOE Motorsports                | KTM RC 250 GP | 21   | +4.449    | 7º      | 5     |
| 12° | 54 | Riccardo Rossi     | CIP Green Power                | KTM RC 250 GP | 21   | +4.474    | 23º     | 4     |
| 13° | 12 | Jacob Roulstone    | Red Bull GASGAS Tech3          | KTM RC 250 GP | 21   | +4.478    | 13º     | 3     |
| 14° | 18 | Matteo Bertelle    | Kopron Rivacold Snipers Team   | Honda NSF250R | 21   | +5.064    | 18º     | 2     |
| 15° | 24 | Tatsuki Suzuki     | Liqui Moly Husqvarna Intact GP | Husqvarna     | 21   | +12.446   | 17º     | 1     |
| 16° | 78 | Joel Esteban       | CFMoto Gaviota Aspar Team      | CFMoto        | 21   | +30.578   | 21º     |       |
| 17° | 85 | Xabi Zurutuza      | Red Bull KTM Ajo               | KTM RC 250 GP | 21   | +30.611   | 22º     |       |
| 18° | 95 | Collin Veijer      | Liqui Moly Husqvarna Intact GP | Husqvarna     | 21   | +39.310   | 2º      |       |
| 19° | 8  | Eddie O'Shea       | FleetSafe Honda - MLav Racing  | Honda NSF250R | 21   | +39.925   | 25º     |       |
| 20° | 5  | Tatchakorn Buasri  | Honda Team Asia                | Honda NSF250R | 21   | +50.895   | 26º     |       |
| 21° | 55 | Noah Dettwiler     | CIP Green Power                | KTM RC 250 GP | 21   | +50.907   | 24º     |       |
| 22° | 19 | Scott Ogden        | FleetSafe Honda - MLav Racing  | Honda NSF250R | 21   | +1 giro   | 5º      |       |

#### Ritirati
| Nº | Pilota               | Squadra                      | Motocicletta  | Giri | Griglia |
| -- | -------------------- | ---------------------------- | ------------- | ---- | ------- |
| 48 | Iván Ortolá          | MT Helmets - MSi             | KTM RC 250 GP | 11   | 1º      |
| 22 | David Almansa        | Kopron Rivacold Snipers Team | Honda NSF250R | 11   | 20º     |
| 10 | Nicola Fabio Carraro | LevelUp - MTA                | KTM RC 250 GP | 6    | 19º     |
| 7  | Filippo Farioli      | SIC58 Squadra Corse          | Honda NSF250R | 3    | 16º     |